# Geometry G6
Der Geometry G6 (bis 2022: Geometry A) ist eine batterieelektrisch angetriebene Limousine der zu Geely gehörenden Marke Geometry.

## Geschichte
Das Fahrzeug ist das erste Modell der 2019 gegründeten Automarke Geometry. Vorgestellt wurde die Limousine im April 2019. Noch im gleichen Monat war in China der Verkaufsstart. Im März 2021 präsentierte die Marke mit dem Pro ein überarbeitetes Modell. Auf der Chengdu Auto Show im August 2022 folgte ein weiteres Facelift. Fortan wird die Baureihe als Geometry G6 vermarktet. Auch außerhalb des chinesischen Heimatmarktes soll das Fahrzeug vertrieben werden.

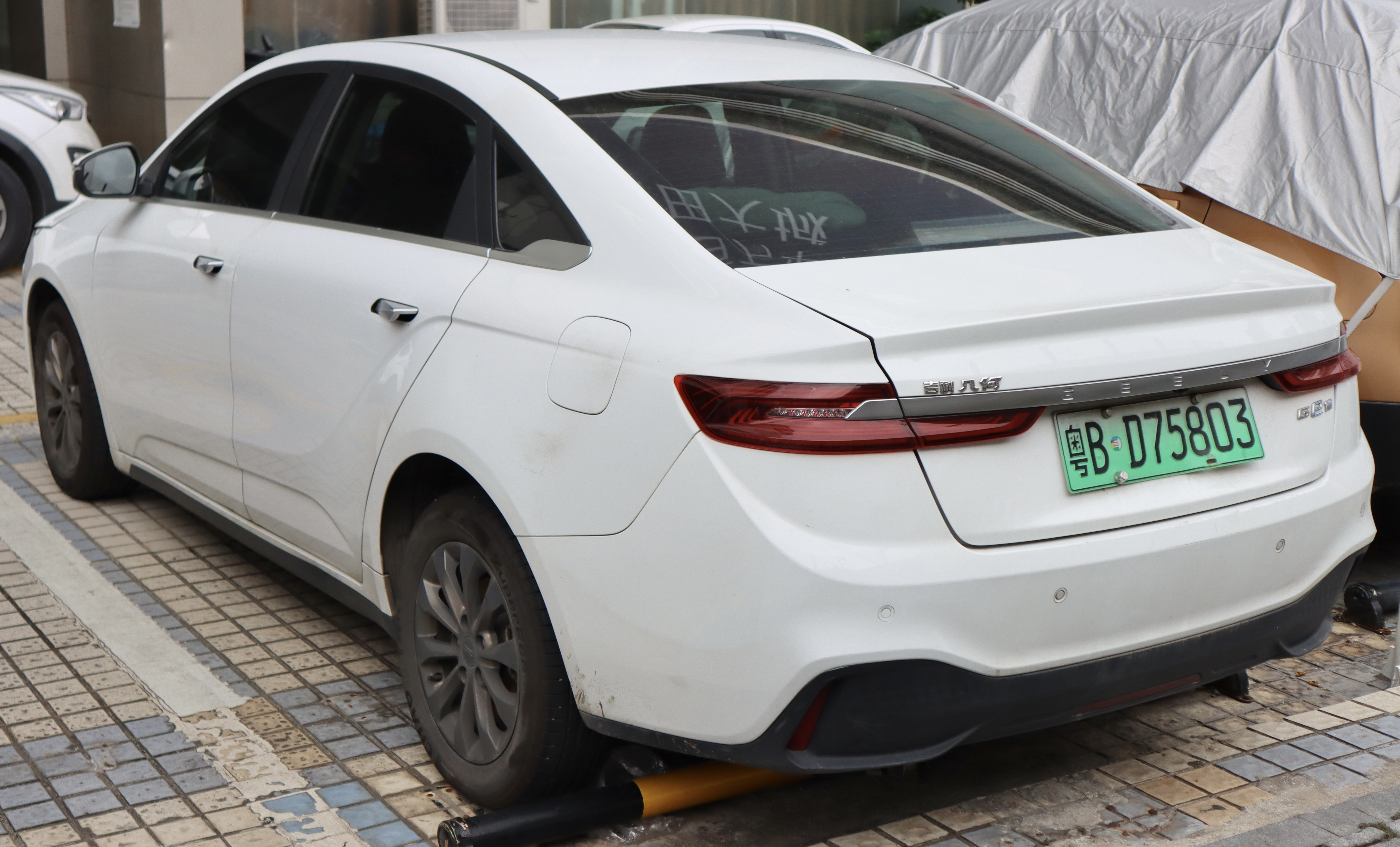
Heckansicht
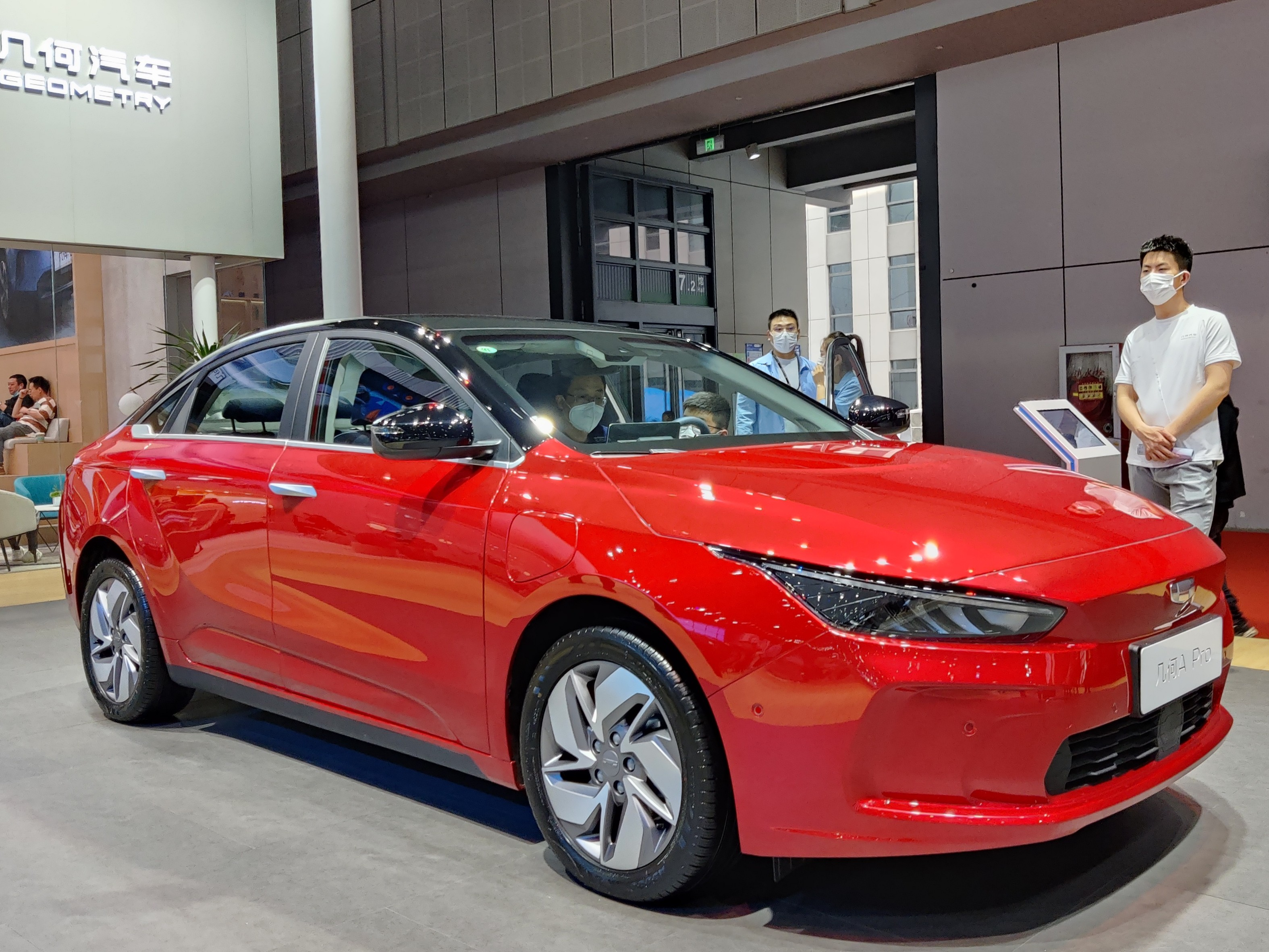
Geometry A Pro (seit 2021)
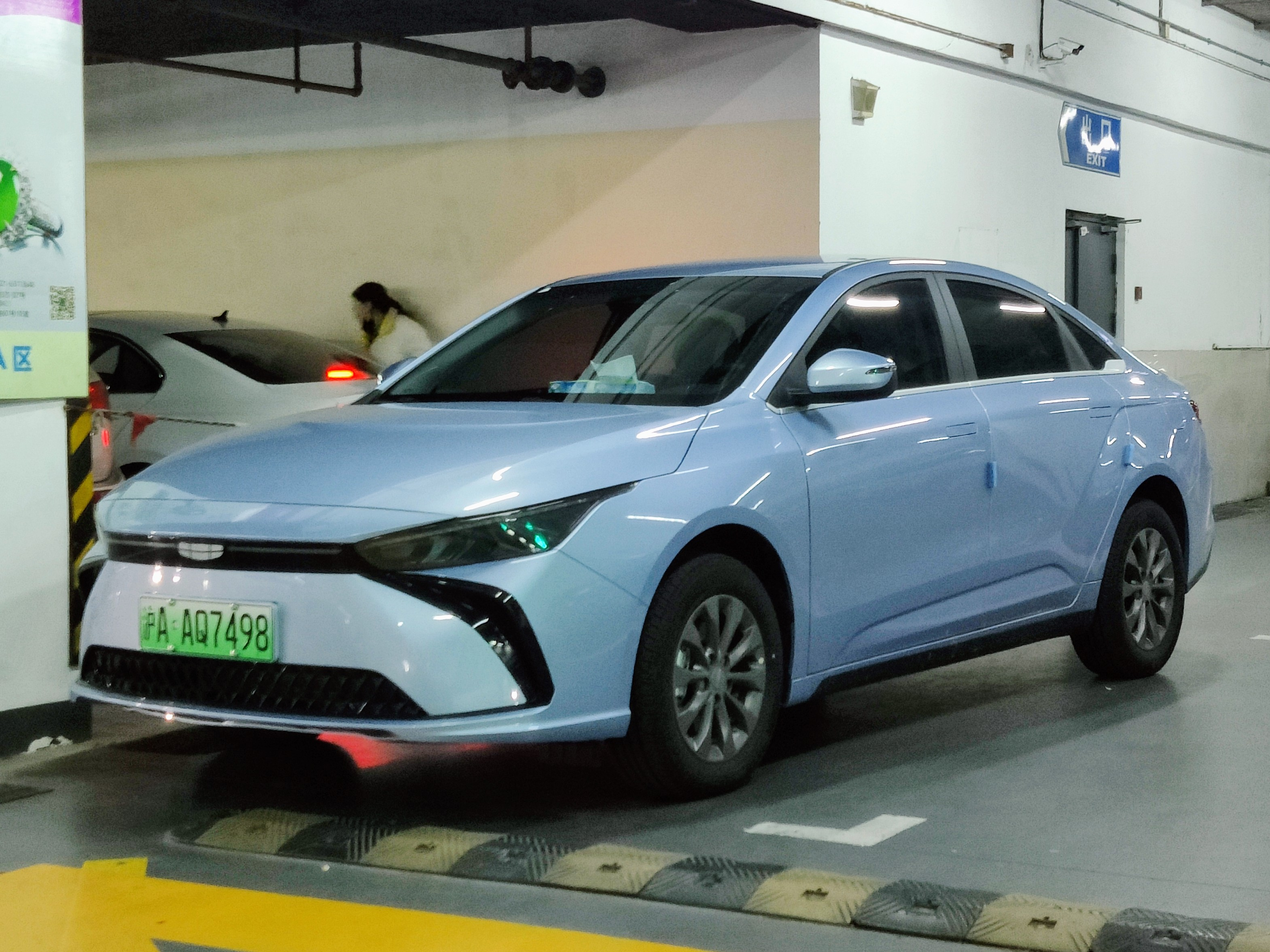
Geometry G6 (seit 2022)

## Technische Daten
Der Strömungswiderstandskoeffizient cw wird mit 0,2375 angegeben. Den Antrieb übernimmt ein 120 kW (163 PS) starker Permanentmagnet-Synchronmotor. Zwei Lithium-Ionen-Akkumulatoren stehen zur Auswahl. Der kleinere hat einen Energieinhalt von 51,9 kWh, der größere von 61,9 kWh. Die Reichweite wird mit 410 km bzw. 500 km nach NEFZ angegeben. Auf 100 km/h soll die Limousine in 8,8 Sekunden beschleunigen, die Höchstgeschwindigkeit ist bei 150 km/h elektronisch begrenzt.
Im Pro leistet der Elektromotor 150 kW (204 PS). Der Akkumulator hat hier einen Energieinhalt von 53 kWh bzw. 70 kWh. Die Reichweite nach NEFZ steigt auf bis zu 600 km. Den gleichen Antrieb verwendet auch der G6, der im September 2023 noch um einen schwächeren Antrieb ergänzt wurde.
|                            | Geometry G6                   | Geometry A                    | Geometry A Pro / G6           | Geometry G6                   |
| -------------------------- | ----------------------------- | ----------------------------- | ----------------------------- | ----------------------------- |
| Bauzeitraum                | seit 09/2023                  | 04/2019–03/2021               | 03/2021–09/2023               | seit 09/2023                  |
| Motorkenndaten             |                               |                               |                               |                               |
| Motorart                   | Permanentmagnet-Synchronmotor | Permanentmagnet-Synchronmotor | Permanentmagnet-Synchronmotor | Permanentmagnet-Synchronmotor |
| max. Leistung bei min−1    | 100 kW (136 PS)               | 120 kW (163 PS)               | 150 kW (204 PS)               | 150 kW (204 PS)               |
| max. Drehmoment bei min−1  | 180 Nm                        | 250 Nm                        | 310 Nm                        | 310 Nm                        |
| Kraftübertragung           |                               |                               |                               |                               |
| Antrieb                    | Vorderradantrieb              | Vorderradantrieb              | Vorderradantrieb              | Vorderradantrieb              |
| Getriebe                   | Festes Übersetzungsverhältnis | Festes Übersetzungsverhältnis | Festes Übersetzungsverhältnis | Festes Übersetzungsverhältnis |
| Messwerte                  |                               |                               |                               |                               |
| Höchstgeschwindigkeit      | 150 km/h                      | 150 km/h                      | 150 km/h                      | 165 km/h                      |
| Beschleunigung, 0–100 km/h | k. A.                         | 8,8 s                         | 6,9 s                         | 6,9 s                         |
| Batterie                   | 46,1 kWh                      | 51,9 kWh bzw. 61,9 kWh        | 53 kWh bzw. 70 kWh            | 53,4 kWh                      |
| Reichweite nach NEFZ       | 410 km                        | 410 km bzw. 500 km            | 430 km bzw. 600 km            | 500 km                        |